# Guerrero (Uruguai)
Guerrero és una entitat de població de l'Uruguai, ubicada al sud del departament de Soriano. Té una població aproximada de 100 habitants, segons les dades del cens de 2004.
Es troba a 90 metres sobre el nivell del mar.